# جنیفر ازی

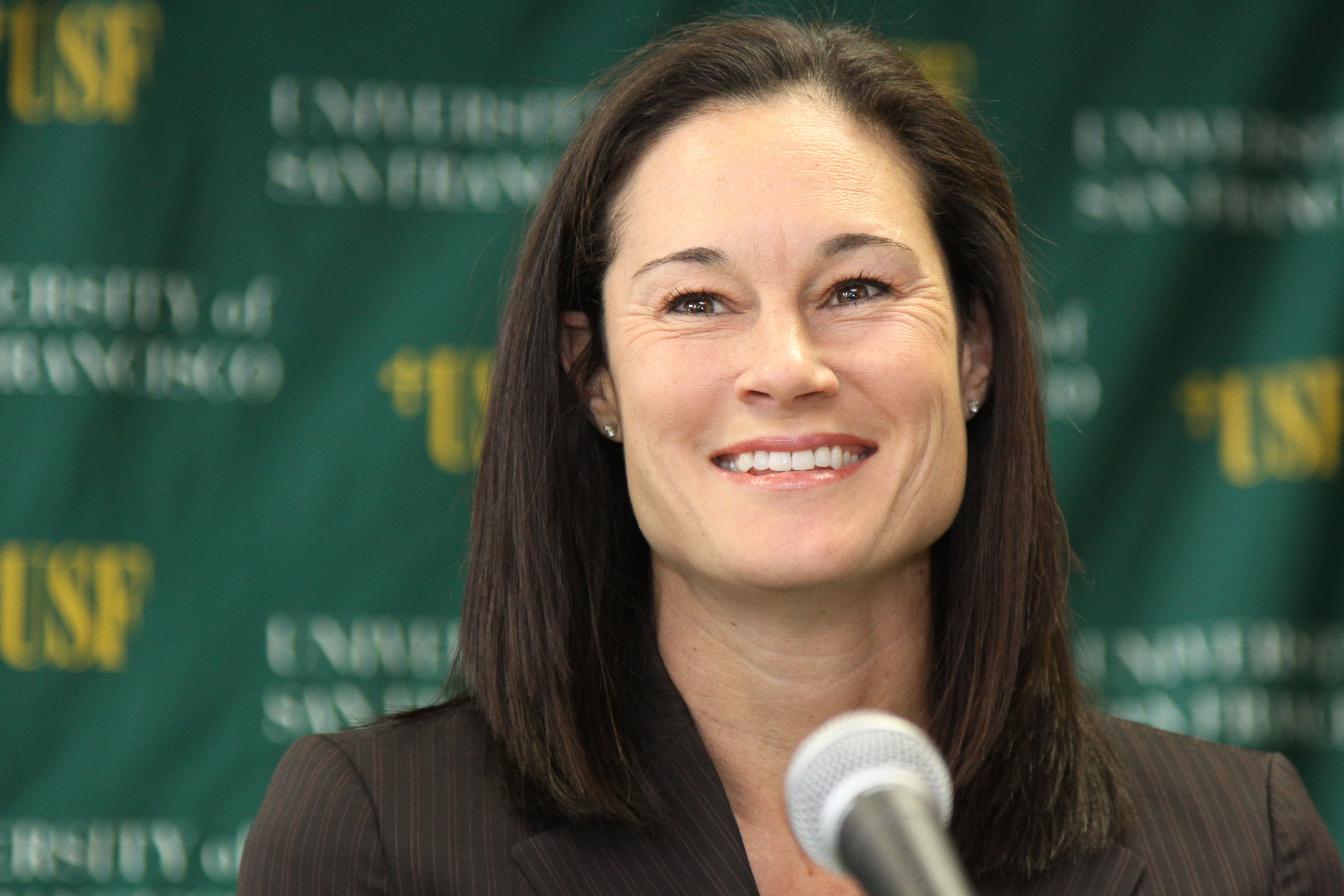

جینفر لین ازی (به انگلیسی: Jennifer Lynn Azzi) (زاده ۳۱ اکتبر ۱۹۶۸)، سرمربی تیم بسکتبال زنان در دانشگاه سان فرانسیسکو، ایالات متحده می‌باشد.

وی به عنوان یازی ساز (Point guard) در تیم بسکتبال زنان دانشگاه استانفورد از۱۹۸۷ تا ۱۹۹۰ بازی کرده و از سال ۲۰۱۰ سرمربی تیم بسکتبال شده‌است.